# 楽音潮流
楽音潮流（がくおんちょうりゅう）は、文化放送のBSデジタルラジオチャンネル・BSQR489と文化放送・NACK5・テレビ朝日が共同運営する地上デジタルラジオ放送チャンネル・DigiQ+N 93で2006年3月まで放送されていた音楽ラジオ番組シリーズの総称。番組タイトルは「Digital Music Current」という表記になることがあった。

## 番組一覧
- Classical Tide
- aromatic breeze
- Cafe Paraiso
- eXtendedMusic
  - ※ただし、BSQR489では「楽音潮流」シリーズから外した形での放送、フィラーとしての放送もある。
- Le Sacre
- Weekly Asia Box
- シネマンボ
- JAZZ'N倶楽部

## 過去放送していた番組
- J-Classic
- Tricolore Carnavals
- Studio memi.com
- Music Legalo
- Hafa Adai Music（ハファデイ・ミュージック）
- MUSIC AGO-GO!
- That's Entertainment
- Monthly Asia Box